# Bundesbankbunker Cochem

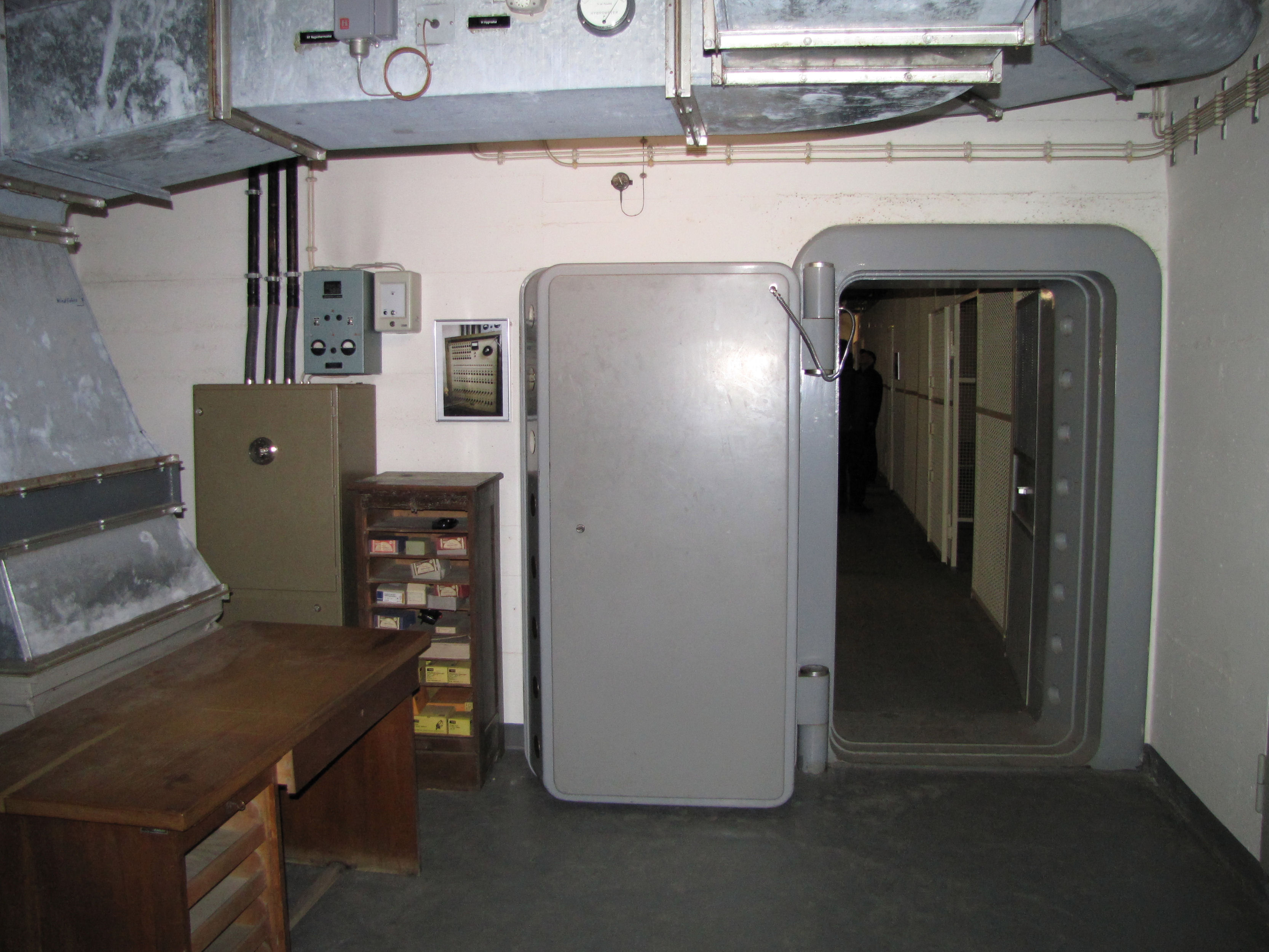
Bundesbankbunker Cochem – Eingang in den großen Tresorraum

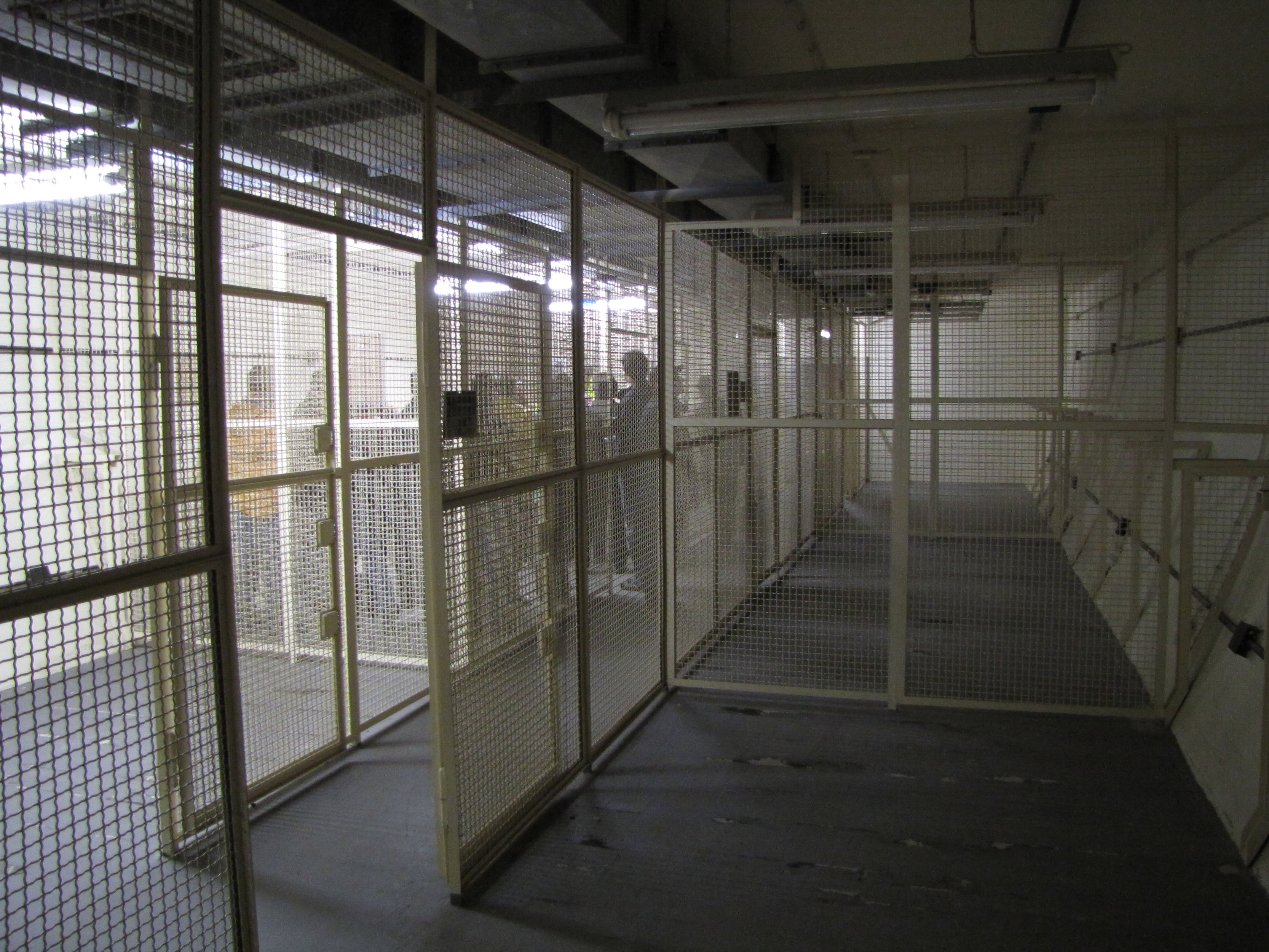
Der große Tresorraum, hier lagerte in zwölf Boxen die geheime BBk-II-Serie der Deutschen Mark

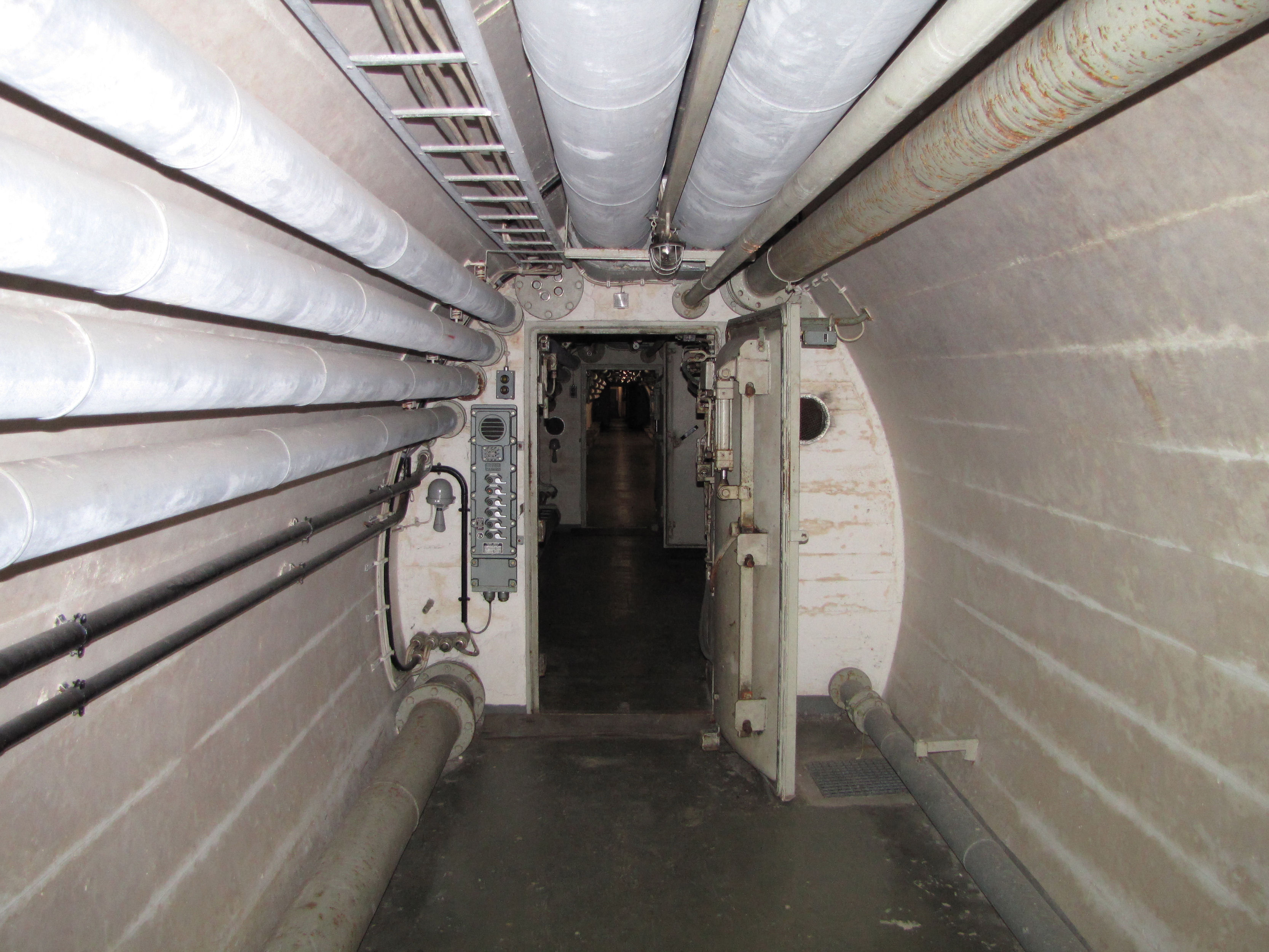
Verbindungsstollen zur Bunkeranlage

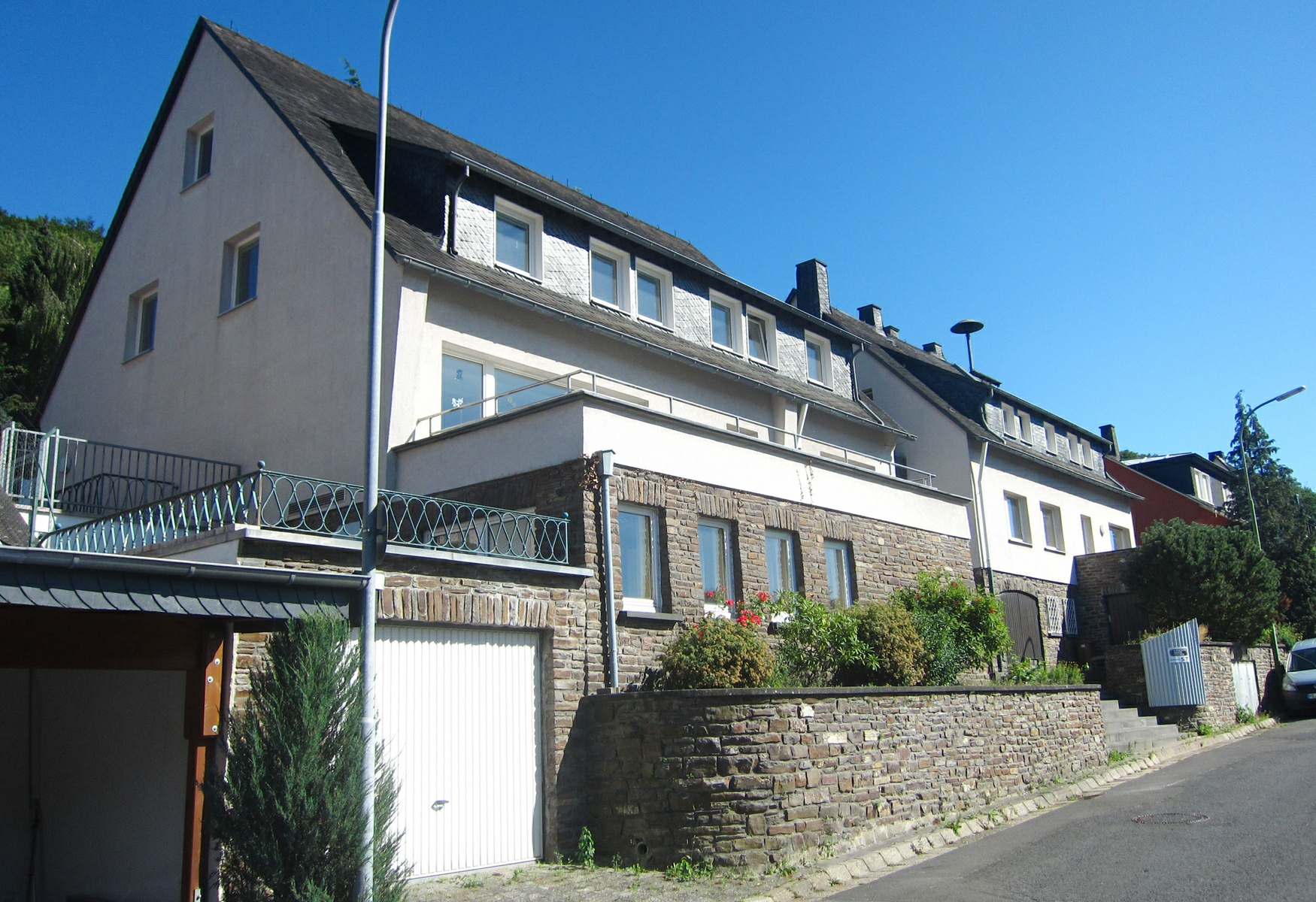
Die als Wohnhäuser getarnten Gebäude des ehemaligen Bundesbankbunkers in Cochem-Cond (2015).

Der Bundesbankbunker Cochem war ein Bunker der Deutschen Bundesbank in Cochem (Rheinland-Pfalz) zur Aufbewahrung einer Notstandswährung. Von 1964 bis 1988 wurden in der streng geheimen Anlage bis zu 15 Milliarden Mark gelagert, die Westdeutschland im Falle einer Hyperinflation, verursacht durch den Kalten Krieg, vor einer nationalen Wirtschaftskrise bewahren sollten.

## Geschichte
In den Jahren des Kalten Krieges bestand immer die Gefahr, dass ein Konflikt zwischen dem Westen (NATO) und dem Ostblock (Warschauer Pakt) ausbrechen könnte. Gerade Westdeutschland war durch seine Lage als Grenzstaat zwischen beiden Blöcken gefährdet. Aus diesem Grund wurden in der Bundesrepublik diverse Sicherheitsvorkehrungen getroffen, wie der ebenfalls zu dieser Zeit gebaute Regierungsbunker bei Ahrweiler. Ein ähnlicher Bunker zur Aufbewahrung von Währungsreserven wurde von der damaligen Landeszentralbank Rheinland-Pfalz bei der Spechtmühle nahe Lorscheid im Landkreis Trier-Saarburg errichtet.
Unter anderem befürchtete man eine massive Geldentwertung durch große Mengen Falschgeld, welche vom Ostblock in der Bundesrepublik Deutschland in Verkehr gebracht werden sollten. Mit einer vorgehaltenen Notwährung sollte in diesem Fall die Kaufkraft aufrechterhalten werden. Dazu wurde eigens eine eigene Serie der Deutschen Mark, die BBk II, gedruckt. Der Geldbestand wurde alle drei Monate von einem Prüfer der Bundesbank stichprobenartig kontrolliert. Außer diesen Prüfern durfte niemand den Bunker betreten.
1988 wurde die Notstandswährung vernichtet und der Bunker stand zunächst leer. 1994 verkaufte die Deutsche Bundesbank die Anlage an die Volksbank Cochem. In einem Tresor des Bunkers wurden Schließfächer für Kunden eingebaut, der größte Teil des Komplexes blieb jedoch unberührt.
Die gesamte Anlage, bestehend aus dem oberirdischen Grundstück mit zwei großen Tarnwohnhäusern sowie dem unterirdischen Bunker- und Tresorsystem, wurde 2014 für unter 500.000 Euro an einen Unternehmer aus Treis-Karden verkauft, der die Bunkeranlage instand setzte und in ein Museum verwandelte. Der Bebauungsplan wurde hierfür im Jahr 2015 geändert, doch werden bereits seit Ende 2015 Gruppen-Führungen angeboten.
Seit März 2016 steht der Bundesbank-Bunker Cochem als offizielle Dokumentationsstätte auch Einzelpersonen für geführte Besichtigungen offen, ein Pendelbus fährt von Mai bis Ende Oktober ab dem Endertplatz in Cochem zum Bunker. Die ehemaligen Tarnwohnhäuser wurden zu einem Hotel umgebaut.

## Lage und Aufbau
Die 1500 Quadratmeter große Bunkeranlage wurde von der Deutschen Bundesbank zwischen 1962 und 1964 im hunsrückseitigen Cochemer Stadtteil Cond rund 30 Meter unter der Erdoberfläche errichtet. Die Standortwahl fiel bewusst auf Cochem, da das Moseltal einen sehr guten Schutz beispielsweise vor einer atomaren Druckwelle bietet. Zudem wurde ein linksrheinischer Standort gewählt. Frankfurt am Main liegt 108 Kilometer Luftlinie östlicher und damit näher an der damaligen innerdeutschen Grenze und der Fulda Gap.
Der oberirdische Teil der Anlage auf einem 8700 Quadratmeter großen Grundstück war als Schulungs- und Erholungsheim der Deutschen Bundesbank in einem Wohngebiet getarnt. Der Bunker hat einen Haupt- und einen Notzugang. Er kann über den Hauptzugang, gelegen Am Wald 35, oder durch den Keller des Schulungsheims betreten werden. Der Notausstieg befindet sich im Kühlturm im hinteren Teil des Gartens und ist durch Bäume und Sträucher getarnt.
Zum Schutz des Bunkers wurde ein Sicherheitssystem mit Sensoren in den Wänden der Tresore installiert, die auf Erschütterungen und Lärm reagieren. Bei der Auslösung eines Alarms wurde automatisch die örtliche Polizei benachrichtigt, die jedoch nicht wusste, was sich im Bunker befand. Nur der Heimleiter konnte den Bunker betreten und mittels einer Gegensprechanlage Geräusche im Tresorraum abhören. Der Tresorraum selbst konnte nur von wenigen Mitarbeitern der Bundesbank aus Frankfurt betreten werden, da die zugehörigen Schlüssel nicht vor Ort gelagert wurden.
Der Bunker hätte im Falle eines Atomkrieges auch 80 Zivilisten Schutz geboten, die hier zwei Wochen hätten überleben können. Es gab neben den Tresorräumen auch Schlaf- und Arbeitsräume, eine Warnstelle sowie einen Funkraum mit einer direkten Verbindung zum Bundesinnenministerium. Die Anlage besaß eine eigene Elektrizitätsversorgung per Dieselgeneratoren und 18.000 Liter Treibstoffreserve, die Trinkwasserversorgung war mittels Tiefbrunnen und einem 40.000-Liter-Wassertank gesichert. Die Versorgung mit Atemluft war über einen  Sandfilter gewährleistet.